# Filip Mešár
Filip Mešár (* 3. ledna 2004) je profesionální slovenský hokejový útočník, který momentálně působí v klubu Kitchener Rangers v Ontario Hockey League (OHL).

## Hráčská kariéra
Je odchovancem klubu HK Poprad. V seniorské slovenské hokejové extralize debutoval v sezóně 2020/21, kdy mu bylo pouhých šestnáct let. V základní části si ve šestatřiceti zápasech připsal čtyři branky a deset asistencí. V playoff svými výkony Kamzíkům výrazně dopomohl k účasti ve finále, kde podlehli Zvolenu.
V následující sezóně 2021/22 vstřelil v sedmatřiceti utkáních osm branek a připsal si též stejný počet asistencí. Ve vstupním draftu NHL 2022 byl vybrán v prvním kole z celkové 26. pozice Montrealem. 14. července 2022 s klubem podepsal vstupní tříletou nováčkovskou smlouvu.

Před sezónou 2022/23 se přesunul do zámoří, kde se zúčastnil přípravného kempu společně s Jurajem Slafkovským a Šimonem Nemcem. Po odehrání jediného zápasu v dresu farmářského klubu Laval Rocket byl přesunut do řad Kitchener Rangers v OHL, kde si ve dvapadesáti utkáních připsal jednapadesát kanadských bodů.

## Statistiky

### Klubové statistiky
| Sezóna      | Klub              | Soutěž        |    | Základní část | Základní část | Základní část | Základní část | Základní část |   | Play off | Play off | Play off | Play off | Play off |
| Sezóna      | Klub              | Soutěž        | Z  | G             | A             | B             | TM            | Z             | G | A        | B        | TM       |          |          |
| 2018–19     | HK Poprad         | Extraliga U20 | 1  | 0             | 0             | 0             | 0             | —             | — | —        | —        | —        |          |          |
| 2019–20     | HK Poprad         | Extraliga U20 | 33 | 13            | 28            | 41            | 8             | —             | — | —        | —        | —        |          |          |
| 2020–21     | HK Poprad         | SHL           | 36 | 4             | 10            | 14            | 4             | 15            | 2 | 2        | 4        | 2        |          |          |
| 2021–22     | HK Poprad         | SHL           | 37 | 8             | 8             | 16            | 8             | 6             | 3 | 1        | 4        | 0        |          |          |
| 2022–23     | Laval Rocket      | AHL           | 1  | 0             | 0             | 0             | 0             | —             | — | —        | —        | —        |          |          |
| 2022–23     | Kitchener Rangers | OHL           | 52 | 17            | 34            | 51            | 8             | 9             | 1 | 3        | 4        | 0        |          |          |
| 2023–24     | Laval Rocket      | AHL           | 2  | 0             | 1             | 1             | 0             | —             | — | —        | —        | —        |          |          |
| 2023–24     | Kitchener Rangers | OHL           | 45 | 19            | 33            | 52            | 12            | 10            | 1 | 15       | 16       | 6        |          |          |
| SHL celkově | SHL celkově       | SHL celkově   | 73 | 12            | 18            | 30            | 12            | 21            | 5 | 3        | 8        | 2        |          |          |

### Reprezentační statistiky
| Rok                            | Tým                            | Soutěž                         | Z  | G | A  | B  | TM |
| ------------------------------ | ------------------------------ | ------------------------------ | -- | - | -- | -- | -- |
| 2021                           | Slovensko 20                   | MSJ                            | 2  | 0 | 0  | 0  | 0  |
| 2021                           | Slovensko 18                   | HGC                            | 5  | 2 | 6  | 8  | 0  |
| 2023                           | Slovensko 20                   | MSJ                            | 5  | 2 | 4  | 6  | 2  |
| Juniorská reprezentace celkově | Juniorská reprezentace celkově | Juniorská reprezentace celkově | 12 | 4 | 10 | 14 | 2  |